# She Bop
«She Bop» es una canción interpretada por la cantante estadounidense Cyndi Lauper, incluida en su primer álbum de estudio, She's So Unusual (1983). La compañía discográfica Portrait Records, filial de Epic Records la publicó el 2 de julio de 1984 como el tercer sencillo del álbum. También figura en los álbumes recopilatorios Twelve Deadly Cyns... and Then Some (1994), The Essential Cyndi Lauper (2003) y The Great Cyndi Lauper (2003). Alcanzó el tercer puesto en el Billboard Hot 100 en la lista del. Se convirtió en su tercer sencillo consecutivo en entrar en el Top 5 de la lista estadounidense

## Información de la canción
La canción fue objeto de polémica, ya que toma el tema de la masturbación como algo bueno. Gracias a esto fue incluido en la lista de Parents Music Resource Center entre 15 canciones (The Filthy Fifteen), -donde hay canciones de artistas como Madonna, Prince, AC/DC, etc-. En una entrevista en El Show de Howard Stern, Lauper dijo que grabó las voces de la canción estando desnuda. Todo el asunto este hizo que la discográfica lanzara el sencillo con un pegatina de Parental Advisory.
Lauper dijo que quería que los niños pequeños pensaran que la canción era sobre el baile y que luego a medida que crezcan pudieran entender el mensaje.
El sencillo ha sido publicado en más de 32 formatos y formas en todo el mundo, siendo los más comunes uno de dos pista del vinilo 7" (con diferentes cubiertas) y un vinilo 12" de una sola pista (también con diferentes cubiertas).

## Vídeo musical
Para su promoción se grabó un vídeo musical. El vídeo transcurre en un lugar de comida rápida y hay varios signos que muestran el significado de la canción; como el principio, por ejemplo ella mirando una revista de beefcake. El mensaje del video era de la liberación sexual -dando como metáfora los jóvenes comprando comida como zombis-. Hubo muchos dobles significados indicando el verdadero mensaje de la canción, incluyendo una revista que Lauper mira, titulada como "Beefcake" y otra con significados sexuales tales como el "autoservicio" y "nirvana" en la parte de dibujos animados del vídeo, la motocicleta vibrando, el "masterbingo" (jugando fonéticamente con la palabra "masturbating", o "masturbando" en español) parte del video con "Uncle Siggy", Sigmund Freud como anfitrión, y Lauper vistiendo lentes oscuras y con un bastón blanco durante la última parte del vídeo. De hecho, el vídeo es muy cercano a la letra.
El vídeo fue muy popular en MTV, lo que le dio una nominación a los premios MTV Video Music Award en la categoría Mejor vídeo por cantante femenina. El video fue dirigido por Griles Edd, y la animación estuvo a cargo de Marcos Marek -quien también hizo la portada del vinilo 12" en Estados Unidos-.
Lou Albano vuelve a trabajar en un video de Cyndi, tras hacerlo en Girls Just Want to Have Fun y Time After Time.

## Listado de canciones

### US/UK 7" Single
1. "She Bop" – 3:38
2. "Witness" – 3:38

### US 12" Single
1. "She Bop" (Special Dance Mix) – 6:16
2. "She Bop" (Instrumental) – 5:20

### UK 12" Single
1. "She Bop" (Special Dance Mix) – 6:18
2. "She Bop" (Instrumental) – 5:20
3. "Witness" – 3:38

## Posicionamiento en listas
| País                    | Lista                            | Posición |
| ----------------------- | -------------------------------- | -------- |
| Alemania                | Offizielle Deutsche Charts       | 19       |
| Australia               | Kent Music Report                | 6        |
| Austria                 | Ö3 Austria Top 40                | 5        |
| Bélgica                 | Ultratop 50 Singles (Flandes)    | 31       |
| Bélgica                 | Ultratop 50 Singles (Valonia)    | 27       |
| Canadá                  | RPM Top 100 Singles              | 3        |
| Canadá                  | Chum Chart                       | 5        |
| Chile                   | Clasificación Nacional del Disco | 8        |
| Estados Unidos          |                                  |          |
| Billboard Hot 100       | 3                                |          |
| Cashbox Top 100 Singles | 3                                |          |
| Dance Club Songs        | 10                               |          |
| Mainstream Rock Tracks  | 27                               |          |
| Francia                 | SNEP                             | 34       |
| Israel                  | IBA                              | 3        |
| Japón                   | Oricon                           | 3        |
| Nueva Zelanda           | Official New Zealand Music Chart | 6        |
| Países Bajos            | Nederlandse Top 40               | 34       |
| Países Bajos            | MegaCharts                       | 41       |
| Reino Unido             | UK Singles Chart                 | 46       |
| Suiza                   | Schweizer Hitparade              | 10       |

| País           | Lista               | Posición |
| -------------- | ------------------- | -------- |
| Australia      | Kent Music Report   | 61       |
| Austria        | Ö3 Austria Top 40   | 27       |
| Canadá         | RPM Top 100 Singles | 25       |
| Estados Unidos | Billboard Hot 100   | 34       |

## Certificaciones
| País           | Organismo Certificador | Certificación | Ventas certificadas | Ref.   |
| -------------- | ---------------------- | ------------- | ------------------- | ------ |
| Canadá         | Music Canada           | Oro           | 50 000              | [ 26 ] |
| Estados Unidos | RIAA                   | Oro           | 500 000             | [ 27 ] |

## Premios y nominaciones
| Año  | Premios               | Categoría            | Resultado |
| ---- | --------------------- | -------------------- | --------- |
| 1985 | BMI Millionaire Award | Pop Award            | Ganado    |
| 1985 | MTV Video Music Award | Mejor video Femenino | Nominado  |

## Versión Acústica
Para el álbum The Body Acoustic de 2005, la cantante volvió a trabajar en la canción. El resultado fue una versión acústica, con influencias de Blues. La canción es una de las pocas que no contiene una colaboración. Thom Jurek de All Music, calificó a la canción con tres estrellas y medias, donde le dio buenas críticas a su interpretación vocal, ya que daba entender bien el mensaje de la letra. Además pudo ser parte de la Gira del álbum.

### Video musical
Un video musical fue lanzado en el DVD extra del álbum; junto a otros más. Fue dirigido por la misma cantante, donde podemos verla tocando una guitarra, en la puerta de una casa desde diferentes tomas.

## Versiones
- En 1985 el grupo mexicano Fandango hizo la versión en español con el nombre "Siente La Vibración".
- La banda de la India, Francine, hizo un cover de la canción.
- La banda Griega, Matisse, también hizo su versión en 2007.
- En 2008, la cantante Nana Kitade hizo su versión para el álbum "We Love Cyndi - Tribute to Cyndi Lauper".
- El cantante coreano Wax hizo su versión bajo el nombre de "Oppa".
- La cantante de Uzbekistán, Vicki Vaka, hizo su versión en 1993.
- El artista estadounidense Unwoman hizo su versión en 2012 para su álbum "Uncovered Volume 1".